# Bonningues-lès-Ardres
Bonningues-lès-Ardres település Franciaországban, Pas-de-Calais megyében. Lakosainak száma 620 fő (2022. január 1.). Bonningues-lès-Ardres Tournehem-sur-la-Hem, Journy, Quercamps, Audrehem és Clerques községekkel határos.

## Népesség
A település népességének változása:
| Lakosok száma | 681  | 667  | 672  | 656  | 648  | 639  | 635  | 628  | 620  |
|               | 2013 | 2015 | 2016 | 2017 | 2018 | 2019 | 2020 | 2021 | 2022 |